# The Black Parade
The Black Parade (укр. Чорний парад) — третій студійний альбом американського емо-гурту My Chemical Romance, випущений 24 жовтня 2006 року.

## Музична й лірична теми
The Black Parade становить собою концептуальний альбом — рок-оперу, оповідь якої розгортається навколо пацієнта на смертній постелі. Пацієнт умирає, і в його свідомості пролітають спогади про те, як він прожив життя. Смерть приходить до нього в образі параду: ця ідея ґрунтується на переконанні Джерарда Вея у тому, що Смерть являє себе людині у формі її найщасливішого спогаду. Для Пацієнта таким спогадом є маршова хода, подивитися на яку його привів батько.
Учасники MCR перевтілилися у спеціально вигаданий для альбому похмурий гурт The Black Parade, і виступали в образах аж до концерту в Мехіко 7 жовтня 2007 року. Гурт убирався у чорні мундири, схожі на ті, які носили The Beatles для альбому Sgt. Pepper's Lonely Hearts Club Band (1967). Манери Джерарда Вея, що на сцені виконував роль учасника The Black Parade, порівнювали зі грою Боба Ґелдофа в екранізації альбому The Wall гурту Pink Floyd («Пінк Флойд: Стіна», 1982) і Девідом Бові в образі Зіґґі Стардаста під час виступів з Фредді Мерк'юрі. Вей підтвердив, що Queen, Pink Floyd і Девід Бові дійсно позначилися на альбомі. Ще він згадав, що джерелом натхнення, зокрема для кліпів до їхніх пісень, став гурт The Smashing Pumpkins.
Також на альбом справили великий вплив такі музичні течії, як класичний рок 1970 років, глем-рок, попмузика, панк-рок і готичний рок.
Гітарист Рей Торо казав:
|  | Ми мали намір зробити дещо класичне, позачасове. Таке, що батьки 20 чи 30 років по тому могли б ввімкнути для дітей і сказати їм: „Ось таке ми слухали, коли були у вашому віці. Зацініть, воно досі (лайка вилучена) круте”. Ми хотіли створити таку музику, яку ти міг би передати наступному поколінню. Бо нині у багатьох піснях цього не відчувається. Оригінальний текст (англ.) The intention was to make something that was classic, something timeless. Something that 20 or 30 years from now, parents could play for their kids and say, “This is what I was listening to when I was your age. Check it out, it’s still fucking cool.’ We wanted to make a record you could pass down. There’s a lot of music out now that doesn’t feel like that |

## Вихід і розголос
Про вихід нового альбому MCR оголосили 31 липня 2006 року. У серпні гурт перебував у Лос-Анджелесі для знімання кліпу до пісні Famous Last Words (з англ. Славетні останні слова), однак не все відбулося за планом: Джерард Вей розірвав зв'язки надп'ятково-гомілкового суглоба, а Браяр обпік собі ногу. Останнього довелося госпіталізувати, через що гурт скасував два своїх концерти.
25 серпня у мережі був опублікований запис пресконференції гурту, на якій музи́ки розкрили низку деталей щодо нового альбому, зокрема назви пісень, які він міститиме, а також відомості про концертну подорож. 31 серпня, під час церемонії MTV Video Music Awards, MCR представили головну пісню з майбутнього альбому: Welcome to the Black Parade (з англ. Ласкаво просимо на Чорний парад). Два дні потому пісня стала доступною для прослуховування в обліковому записі гурту на Myspace.
12 вересня стала відомою обкладинка альбому й порядок пісень. 28 вересня був опублікований кліп до пісні Welcome to the Black Parade. Наступного місяця, 21 жовтня, гурт виступив у програмі «Суботнього вечора в прямому етері», де виконав пісні Welcome to the Black Parade і Cancer (з англ. Рак). 19 жовтня альбом став доступний для потокового прослуховування, а 24 жовтня вийшов через лейбл Reprise.
У березні 2007 року MCR знялися в іншому кліпі у Лос-Анджелесі, цього разу до пісні Teenagers (з англ. Підлітки).

## Версії
Усього було випущено кілька видань альбому. Одне з них мало білий текст на чорному тлі, а інше — чорний текст на білому тлі. Третя версія мала буклет із зображенням параду, який намалював коміксист Джеймс Джин. Досередини буклету було вкладено аркуш із текстом пісні, світлину гурту й зображення персонажів альбому.
Того ж дня, коли у світ вийшов оригінальний альбом, на додачу було випущено його обмежене видання, що продавалося у коробці, загорнутій у чорний оксамитовий матеріал. Обмежене видання включало книжку на 64 сторінки із замальовками Джерарда Вея та робочий нотний зошит.
Японська версія альбому мала певний вміст, що відрізнявся від інших звичайних видань. Вона так само налічувала 14 композицій, але чотирнадцяте місце, замість пісні Blood (англ. Кров), посідала Heaven Help Us (з англ. Небо допоможе нам). Японська версія також була споряджена компакт-диском і вміщувала музичний кліп «Ласкаво просимо до Чорного параду» (англ. Welcome to the Black Parade).

## Список треків
Автор музики і слів Боб Браяр, Френк Аїро, Рей Торо, Джерард Вей і Майкі Вей. 
| #     | Назва                                                  | Тривалість |
| ----- | ------------------------------------------------------ | ---------- |
| 1.    | «The End.»                                             | 1:52       |
| 2.    | «Dead!»                                                | 3:15       |
| 3.    | «This Is How I Disappear»                              | 3:59       |
| 4.    | «The Sharpest Lives»                                   | 3:20       |
| 5.    | «Welcome to the Black Parade»                          | 5:11       |
| 6.    | «I Don't Love You»                                     | 3:58       |
| 7.    | «House of Wolves»                                      | 3:04       |
| 8.    | «Cancer»                                               | 2:22       |
| 9.    | «Mama» (за участи Лайзи Міннеллі)                      | 4:39       |
| 10.   | «Sleep»                                                | 4:43       |
| 11.   | «Teenagers»                                            | 2:41       |
| 12.   | «Disenchanted»                                         | 4:55       |
| 13.   | «Famous Last Words»                                    | 4:59       |
| 14.   | «Blood» (прихований трек; опущений у японській версії) | 2:53       |
| 51:53 |                                                        |            |

### Додаткові треки
| Японська версія | Японська версія                               | Японська версія |
| #               | Назва                                         | Тривалість      |
| --------------- | --------------------------------------------- | --------------- |
| 14.             | «Heaven Help Us»                              | 2:55            |
| 15.             | «Welcome to the Black Parade» (музичний кліп) | 5:14            |
| 56:27           |                                               |                 |

| Делюксове видання для iTunes | Делюксове видання для iTunes                           | Делюксове видання для iTunes |
| #                            | Назва                                                  | Тривалість                   |
| ---------------------------- | ------------------------------------------------------ | ---------------------------- |
| 15.                          | «My Way Home is Through You»                           | 2:58                         |
| 16.                          | «Kill All Your Friends»                                | 4:28                         |
| 17.                          | «Heaven Help Us»                                       | 2:55                         |
| 18.                          | «Welcome to the Black Parade» (музичний кліп)          | 5:14                         |
| 19.                          | «Teenagers» (музичний кліп)                            | 2:51                         |
| 20.                          | «Famous Last Words» (музичний кліп)                    | 4:21                         |
| 21.                          | «My Chemical Romance Welcomes You to the Black Parade» | 39:28                        |
| 2:13:26                      |                                                        |                              |

| Living with Ghosts (видання до десятої річниці випуску альбому) | Living with Ghosts (видання до десятої річниці випуску альбому) | Living with Ghosts (видання до десятої річниці випуску альбому) |
| #                                                               | Назва                                                           | Тривалість                                                      |
| --------------------------------------------------------------- | --------------------------------------------------------------- | --------------------------------------------------------------- |
| 1.                                                              | «The Five of Us Are Dying» (rough mix)                          | 3:49                                                            |
| 2.                                                              | «Kill All Your Friends» (демо)                                  | 4:22                                                            |
| 3.                                                              | «Party at the End of the World» (демо)                          | 2:47                                                            |
| 4.                                                              | «Mama» (демо)                                                   | 4:01                                                            |
| 5.                                                              | «My Way Home Is Through You» (демо)                             | 2:45                                                            |
| 6.                                                              | «Not That Kind of Girl» (демо)                                  | 3:03                                                            |
| 7.                                                              | «House of Wolves (version 1)» (демо)                            | 4:01                                                            |
| 8.                                                              | «House of Wolves (version 2)» (демо)                            | 2:52                                                            |
| 9.                                                              | «Emily» (rough mix)                                             | 3:12                                                            |
| 10.                                                             | «Disenchanted» (демо)                                           | 4:04                                                            |
| 11.                                                             | «All the Angels» (демо)                                         | 3:14                                                            |
| 38:18                                                           |                                                                 |                                                                 |